# Red de carreteras de Azerbaiyán
Las carreteras en Azerbaiyán son la principal red de transporte en país. La longitud total de la red de carretera es aproximadamente 29,000 km.

## Autovía en Azerbaiyán

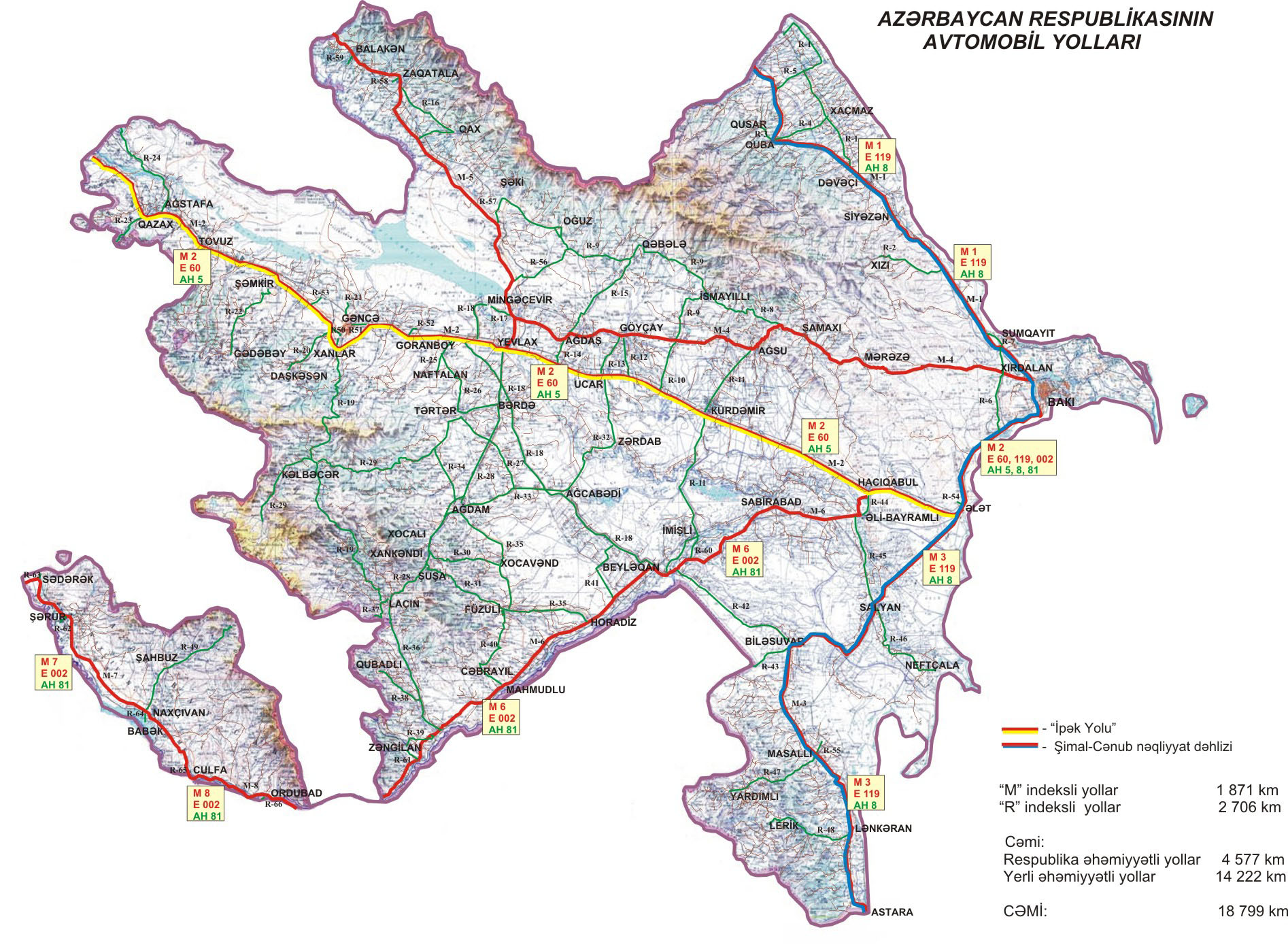
La red de carreteras de Azerbaiyán

La red de carretera es 4 carriles de ancho y es illuminated en todas las ciudades. La señal de carretera en Azerbaiyán es azul y las ubicaciones están mostradas en mayúsculas. Las carreteras principales en el país son:
| Identificador | Denominación | Itinerario                                                              | Longitud |
| ------------- | ------------ | ----------------------------------------------------------------------- | -------- |
|               | R1           | Qəndob - Xaçmaz – Xudat – Yalama – Rusia                                | 88 km    |
|               | R2           | Giləzi - Xızı                                                           | 31 km    |
|               | R3           | Quba - Qusar                                                            | 12 km    |
|               | R4           | Quba - Xaçmaz                                                           | 22 km    |
|               | R5           | Qusar – Xudat                                                           | 29 km    |
|               | R6           | Hacı Zeynalabdin - Sahil                                                | 40 km    |
|               | R7           | Hacı Zeynalabdin – Sumqayit                                             | 18 km    |
|               | R8           | Muğanlı - İsmayıllı                                                     | 40 km    |
|               | R9           | Qaraməryəm - İsmayıllı - Şəki – Oğuz                                    | 158 km   |
|               | R10          | Qaraməryəm – Müsüslü                                                    | 22 km    |
|               | R11          | Ağsu - Kürdəmir - İmişli – Bəhramtəpə                                   | 113 km   |
|               | R12          | Göyçay – Bərgüşad                                                       | 18 km    |
|               | R13          | Göyçay - Ucar                                                           | 20 km    |
|               | R14          | Ağdaş – Ləki                                                            | 10 km    |
|               | R15          | Ağdaş - Zarağan                                                         | 45 km    |
|               | R16          | Qorağan - Qax - Zaqatala                                                | 43 km    |
|               | R17          | Xaldan - Mingachevir                                                    | 13 km    |
|               | R18          | Mingachevir – Mingachevir Centro de Energía Hidroeléctrica – Bəhramtəpə | 166 km   |
|               | R19          | Ganyá - Kəlbəcər – Laçın                                                | 200 km   |
|               | R20          | Ganyá - Daşkəsən                                                        | 38 km    |
|               | R21          | Ganyá - Samux                                                           | 8 km     |
|               | R22          | Şəmkir - Gədəbəy                                                        | 45 km    |
|               | R23          | Qazax – Uzuntala – Armenia (cerrado)                                    | 14 km    |
|               | R24          | Ağstafa – Poylu - Georgia                                               | 54 km    |
|               | R25          | Goranboy - Naftalan                                                     | 18 km    |
|               | R26          | Goranboy - Tərtər                                                       | 35 km    |
|               | R27          | Tərtər - Hindarx                                                        | 41 km    |
|               | R28          | Yevlax - Xocalı - Laçın – Xankəndi – Şuşa                               | 154 km   |
|               | R29          | Bərdə – İstisu - Kəlbəcər                                               | 164 km   |
|               | R30          | Xankəndi - Xocavənd                                                     | 42 km    |
|               | R31          | Şuşa - Füzuli                                                           | 53 km    |
|               | R32          | Ucar - Zərdab - Ağcabədi                                                | 76 km    |
|               | R33          | Ağdam - Hindarx - Ağcabədi                                              | 48 km    |
|               | R34          | Ağdam - Ağdərə                                                          | 26 km    |
|               | R35          | Ağdam - Füzuli - Horadiz – Xocavənd                                     | 94 km    |
|               | R36          | Laçın – Həkəri                                                          | 83 km    |
|               | R37          | Laçın – Zabux – Armenia (cerrado)                                       | 23 km    |
|               | R38          | Qubadlı – Xanlıq                                                        | 16 km    |
|               | R39          | Həkəri – Zəngilan                                                       | 23 km    |
|               | R40          | Füzuli - Cəbrayıl – Mahmudlu                                            | 46 km    |
|               | R41          | Yuxarı Qarabağ Kanalı - Beyləqan - Daşburun                             | 32 km    |
|               | R42          | Bəhramtəpə - Biləsuvar                                                  | 62 km    |
|               | R43          | Biləsuvar - Irán                                                        | 19 km    |
|               | R44          | Hacıqabul - Şirvan                                                      | 11 km    |
|               | R45          | Şirvan – Noxudlu - Salyan                                               | 43 km    |
|               | R46          | Salyan - Neftçala                                                       | 40 km    |
|               | R47          | Masallı - Yardımlı                                                      | 53 km    |
|               | R48          | Lənkəran - Lerik                                                        | 55 km    |
|               | R49          | Najicheván – Şahbuz – Armenia (cerrado)                                 | 65 km    |
|               | R50          | M2 (371 km) - Aeropuerto de Ganja                                       | 11 km    |
|               | R51          | M2 (336 km) - Ganyá                                                     | 8 km     |
|               | R52          | M2 (317 km) – estación de tren “Kürəkçay”                               | 5 km     |
|               | R53          | M2 (376 km) – estación de tren “Alabaşlı”                               | 8 km     |
|               | R54          | M2 (70 km) – estación de tren “Ələt”                                    | 5 km     |
|               | R55          | M3 (220 km) – estación de tren “Masallı”                                | 5 km     |
|               | R56          | M5 (17 km) – Kərimli                                                    | 31 km    |
|               | R57          | M5 (46 km) - Şəki                                                       | 12 km    |
|               | R58          | M5 (128 km) – estación de tren “Zaqatala”                               | 9 km     |
|               | R59          | M5 (150 km) – estación de tren “Balakən”                                | 2 km     |
|               | R60          | M6 (94 km) - İmişli                                                     | 7 km     |
|               | R61          | M6 (250 km) – Zəngilan                                                  | 11 km    |
|               | R62          | M7 (58 km) – Şərur                                                      | 4 km     |
|               | R63          | M7 (80 km) – Sədərək                                                    | 8 km     |
|               | R64          | M8 (3 km) - Babək                                                       | 3 km     |
|               | R65          | M8 (44 km) – Culfa                                                      | 2 km     |
|               | R66          | M8 (75 km) – estación de tren “Ordubad”                                 | 5 km     |

## Autopistas
La red de carreteras de Azerbaiyán consiste en ocho autopistas , cuatro de los cuales ( M1 a M4 ) comienzan de la capital, Bakú y otros dos autopistas ( M7 y M8 ) de la República Autónoma de Najicheván. El eje más importante es la M2 que cruza el país en dirección oeste-este.
| Identificador | Denominación | Itinerario                                                                          | Longitud | Identificador internacional |
| ------------- | ------------ | ----------------------------------------------------------------------------------- | -------- | --------------------------- |
|               | M1           | Bakú - Abşeron - Sumqayit - Xızı - Siyəzən - Şabran - Quba - Qusar - Xaçmaz - Rusia | 205 km   |                             |
|               | M2           | Bakú - Tovuz - Georgia                                                              | 507 km   |                             |
|               | M3           | Ələt - Salyan - Lənkəran - Astara - Irán (Astara (Irán))                            | 311 km   |                             |
|               | M4           | Bakú - Şamaxı - Ağsu - Göyçay - Ağdaş                                               | 253 km   |                             |
|               | M5           | Yevlax - Şəki - Zaqatala - Balakən                                                  | 184 km   |                             |
|               | M6           | Hacıqabul - - Şirvan - Bəhramtəpə - Horadiz - Zəngilan - Armenia (cerrado)          | 290 km   |                             |
|               | M7           | Najicheván - Babək - Kangarli - Şərur - Sədərək - Turquía                           | 81 km    |                             |
|               | M8           | Culfa - Ordubad - Armenia (cerrado)                                                 | 89 km    |                             |